# Tashki Computer System OM 8064
Tashki Computer System OM 8064 (OM 8064) је професионални рачунар, производ фирме Tashki Computer System који је почео да се израђује у Уједињеном Краљевству током 1982. године.
Користио је Zilog Z80 + 6502 као централне микропроцесоре а RAM меморија рачунара OM 8064 је имала капацитет од 64 kb. 

## Детаљни подаци
Детаљнији подаци о рачунару OM 8064 су дати у табели испод.
|                       |                                                                       |
| 8064                  |                                                                       |
| Произвођач            |                                                                       |
| Тип                   | професионални рачунар                                                 |
| Меморија              | 64                                                                    |
| Поријекло             | Уједињено Краљевство                                                  |
| Година                | 1982                                                                  |
| Тастатура             | тастатура са пуним помаком тастера са одвојеном нумеричком тастатуром |
| Процесор              | 6502                                                                  |
| Фреквенција процесора |                                                                       |
| RAM                   | 64                                                                    |
| ROM                   | 16                                                                    |
| Текст                 | 24 x 40                                                               |
| Графика               | непознато                                                             |
| Боја                  | монохром                                                              |
| Звук                  | непознато                                                             |
| Димензије             | 440 x 265 x 80 / 4                                                    |
| Портови               |                                                                       |
| Оперативни систем     | [[]]                                                                  |